# Радио 7 на семи холмах
«Ра́дио 7 на семи́ холма́х» — российская музыкальная радиостанция. Основана в 7 июня 1992 году. Формат станции — Soft AC — лёгкая популярная музыка зарубежных исполнителей. В эфире звучат популярные песни 1960-х—2000-х, а также хиты 2010-х—2020-х годов.

## История
«Радио 7 на семи холмах» — московская музыкальная радиостанция. Основана в 1992 году. Формат станции — Soft AC — легкая популярная музыка зарубежных исполнителей.
Радиостанция под названием «Радио 7 Москва» впервые вышла в эфир 7 июня 1992 года на частоте 73,4 МГц в Москве. Первым учредителем был трудовой коллектив общества с ограниченной ответственностью «Советско-американское Коммуникейшен» (САК). Эфир «Радио 7 Москва» с самого начала был круглосуточным. Первым программным директором радиостанции был Василий Стрельников. В эфире популярны песни 2000-х, также хиты 60-х—90-х. Целевая аудитория — мужчины и женщины 35-49 лет, еженедельная аудитория около 6.4 миллионов слушателей в России. Сеть «Радио 7 на семи холмах» в настоящее время охватывает более 60 городов в России и странах СНГ. С 2006 года «Радио 7 на семи холмах» входит в состав «Европейской медиагруппы»
В основу программной концепции радиостанции легла идея создания американской радиостанции на русской земле. Радиостанция была ориентирована на москвичей, интересующихся западной культурой, и иностранцев, работающих в Москве. Основу музыкального формата составляли американские хиты 60-90-х годов, подобранные по принципу «No Techno, No Metal, No Rap». Вплоть до конца 1995 года вещание частично велось на английском языке. Утреннее шоу (с 06.00 до 10.00) Лари Синклера велось на английском языке, новости середины часа были англоязычными, в то время как новости в начале часа выходили на русском языке. В 1993 году добавилась частота FM 104,7. В 1994 году добавилось вечернее шоу (Дари Синклер 18.00 — 22.00).
В 1995 году произошла смена формата и коллектива станции, изменилось и её название (вместо «Радио 7» — «Радио 7 на семи холмах»); все вещания стало русскоязычным; частоты вещания остались прежними (УКВ 73.4 и FM, 104.7).
В 1993 году к УКВ-частоте «Радио 7» добавилась FM-частота 104,7 МГц.
Летом 1994 года основным владельцем станции стала Metromedia International Telecommunications, Inc. (MITI). Вторым владельцем САК, по данным сайта «Радио 7», являлось частное лицо. В это же время был создан новый музыкальный формат, состоящий из лучших западных, русских и классических музыкальных произведений. Новым названием радиостанции стало «Радио 7 на семи холмах», лозунгом — «Любимые мелодии москвичей». Вещание в новом формате и с обновлённым названием началось 28 мая 1995 года.
1 февраля 2001 года «Радио 7 на семи холмах» начало вещание на регионы. Первым нестоличным регионом вещания стал Нижний Новгород.
В апреле 2003 года доля MITI в САК была продана АФК «Система» в компаниях «Комстар», «Космос-ТВ» и нескольких российских радиостанциях в обмен на собственные облигации номинальной стоимостью $58,6 млн. и $5 млн долл., которая, в свою очередь, уже в сентябре перепродала её фонду Warburg Pincus.
В начале 2006 года «Радио 7 на семи холмах» вошло в состав французской медиагруппы «Lagardere» (ныне — «Европейская медиагруппа»): за 43 млн евро были проданы «Радио 7», «Мелодия», «Эльдорадио». По словам генерального директора «Русской медиагруппы» Сергея Кожевникова, РМГ тоже вела переговоры о приобретении трёх станций Warburg Pincus, но принципиальной позицией Владимира Познера (тогда владельца 20 % акций станции) было не продавать станцию российским компаниям. В будущем глава ЕМГ Жорж Полински считал сделку слишком дорогой покупкой, которая бал продиктована решением предотвратить будущую конкуренцию со стороны этих станций. Также он признал, что не смог развить "Радио 7" аналогично "Европе Плюс" и "Ретро FM"..

## Программы и рубрики
- "Утро на семи холмах" — утреннее шоу по будням с 07:00 до 11:00. Самые актуальные новости со всего света, как провести день интересно и с пользой, оставаясь при этом в прекрасном расположении духа. Ведущие — Юрий Гурьянов и Татьяна Борисова.
- "Вечер на семи холмах" — вечернее шоу по будням с 17:00 до 21:00. Живое общение на разные темы по дороге домой и хорошая музыка на все времена. Ведущий — Олег Машков.
- "Выходные на семи холмах" — эфир выходного дня с 08:00 до 14:00. Идеально сопровождение уикенда. Ведущий — Евгений Вудян.
- "Говорим правильно" — программа о русском языке. Ведущий — Владимир Пахомов.
- "Вояж" — программа о путешествиях. Ведущая — Ольга Яковина.
- "Прогулки со Смирновым" — программа о Москве москвоведа и экскурсовода Филиппа Смирнова.
- "Хорошие манеры" — программа об этикете. Ведущая — Татьяна Баранова.
- "Человек с большой буквы" — программа о выдающихся людях, которые оставили значимый след в истории. Ведущий — Юрий Грымов  .
- "Удивительный мир Дианы Макеевой" — программа об удивительных фактах и потрясающих открытиях в мире. Ведущая — Диана Макеева.
- "Синематека" — программа о новинках и классике кинематографа.
- "Путешествие во времени" — программа о популярных песнях, созданных в разное время, и о ярких исторических событиях, происходивших в эти же годы.
- Новости — общественно-политические новости со всего мира.
- Московские новости — новости жизни столичного мегаполиса.
- Гороскоп — астрологический прогноз на предстоящий день.

## Вещание

### Россия
Частота указана в МГц
- Абакан — 107,5 FM
- Александров — 100,3 FM
- Алушта — 93,5 FM
- Апшеронск — 95,2 FM
- Арзамас — 88,2 FM
- Арсеньев — 95,8 FM
- Белореченск — 90.8 FM
- Брянск — 91,1 FM (собственная лицензия АО «САК»)
- Владимир — 105,8 FM (собственная лицензия АО «САК»)
- Волгоград — 94,9 FM (собственная лицензия АО «САК»)
- Великий Новгород — 99,4 FM (собственная лицензия АО «САК»)
- Волгодонск — 107,1 FM
- Воронеж — 101,6 FM (собственная лицензия АО «САК»)
- Вышний Волочёк — 102,0 FM
- Вязники — 104,3 FM
- Геленджик — 87,6 FM
- Гусь-Хрустальный — 106,6 FM
- Джанкой — 104,6 FM
- Дубна — 95,4 FM
- Евпатория — 103,5 FM
- Железногорск — 100,6 FM
- Ипатово — 102,0 FM
- Иркутск — 100,9 FM
- Калининград — 93,6 FM (собственная лицензия АО «САК»)
- Каневская — 91,2 FM
- Кисловодск — 100.6 FM
- Ковров — 106,1 FM
- Коломна — 90,6 FM
- Кольчугино — 103,2 FM
- Кострома — 105,8 FM
- Красноярск — 97,8 FM (собственная лицензия АО «САК»)
- Крымск — 98,4 FM
- Курск — 102,1 FM
- Липецк — 106,2 FM
- Магнитогорск — 105,2 FM
- Майкоп — 102,8 FM
- Москва — 104,7 FM (собственная лицензия АО «САК»)
- Муром — 105,7 FM
- Нальчик — 106,0 FM
- Нижний Новгород — 100,0 FM
- Новороссийск — 107,8 FM
- Новосибирск — 92,8 FM (собственная лицензия АО «САК»)
- Нягань — 102.6 FM
- Омск — 89,5 FM (собственная лицензия АО «САК»)
- Орёл — 101,8 FM (собственная лицензия АО «САК»)
- Пенза — 100,1 FM (собственная лицензия АО «САК»)
- Пермь — 101,1 FM (собственная лицензия АО «САК»)
- Петрозаводск — 101,8 FM (собственная лицензия АО «САК»)
- Ржев — 102,9 FM
- Рязань — 105,0 FM
- Салехард — 105,8 FM
- Саратов — 102,6 FM
- Саров — 91,4 FM
- Севастополь — 107,0 FM
- Серпухов — 102,4 FM
- Симферополь — 101,2 FM
- Славянск-на-Кубани — 89,9 FM
- Спасск-Дальний — 95.7 FM
- Ступино — 94,6 FM
- Судак — 89,1 FM
- Сургут — 101,9 FM
- Тамбов — 100,3 FM
- Тверь — 106,3 FM
- Тимашёвск — 98,0 FM
- Тихорецк — 101,3 FM
- Тольятти — 94,0 FM (собственная лицензия АО «САК»)
- Томск — 87,7 FM (собственная лицензия АО «САК»)
- Усть-Илимск — 101,3 FM
- Уфа — 92.5 FM (собственная лицензия АО «САК»)
- Чайковский — 90,5 FM
- Челябинск — 105,4 FM (собственная лицензия АО «САК»)
- Черкесск — 98,9 FM
- Южно-Сахалинск — 101,7 FM (Вместе с Радио Восток Росс)
- Ярославль — 101,7 FM (собственная лицензия АО «САК»)

В Санкт-Петербурге идёт вещание дружеской станции — «Эльдорадио», формат эфира и дизайн сайта которого совпадает с Радио 7 на семи холмах.

### Планируемое вещание
- Белогорск — 92,9
- Ленинское — 94,1

### Вещание прекращено
- Альметьевск — 95.5 FM (заменено на Радио Алла, ныне Comedy Radio)
- Армавир — 99.3 FM (заменено на Шансон, ныне Маруся FM)
- Ачинск — 101.5 FM (частота закрыта)
- Аша — 101.8 FM (заменено на Русское радио, ныне Love Radio)
- Барнаул — 71.57 УКВ (заменено на Ретро FM, сейчас частота закрыта) и 104.4 FM (заменено на Ретро FM)
- Белгород — 102.7 FM (заменено на Радио Ваня)
- Бийск — 73.79 УКВ (частота закрыта) и 102.5 FM (заменено на Европа Плюс)
- Бирюч — 106.0 FM (заменено на Радио Ваня)
- Борисоглебск — 91.4 FM (заменено на Радио Рекорд)
- Будённовск — 101.7 FM (заменено на Радио Вера)
- Бузулук — 100.6 FM (заменено на Радио для двоих, ныне Радио Monte-Carlo)
- Валуйки — 104.4 FM (заменено на Радио Ваня)
- Владивосток — 91.3 FM (заменено на Детское радио) и 104.7 FM (заменено на Радио Дача)
- Волгоград — 101.5 FM (заменено на Волгоград FM)
- Волоконовка — 105.8 FM (заменено на Радио Ваня)
- Воронеж — 101.1 FM (заменено на Радио ENERGY)
- Губкин — 106.0 FM (заменено на Ретро FM, сейчас частота закрыта)
- Димитровград — 87.8 FM (заменено на Радио ENERGY, ныне Радио Ваня)
- Евпатория — 106.8 FM (заменено на Наше радио)
- Елец — 106.7 FM (заменено на Ретро FM)
- Златоуст — 101.8 FM (заменено на Радио Рекорд), ныне Хит FM)
- Ивня — 104.4 FM (заменено на Радио Ваня)
- Калининград — 105.9 FM (заменено на Дорожное радио)
- Калуга — 101.6 FM (заменено на Городское радио Калуги, ныне Дорожное радио)
- Канск — 105.3 FM (заменено на Новое радио)
- Кисловодск — 104.6 FM (заменено на Радио России)
- Короча — 101.4 FM (заменено на Радио Ваня)
- Кострома — 105.3 FM (заменено на Европа Плюс, ныне Comedy Radio)
- Краснодар — 103.7 FM (заменено на Дорожное радио)
- Красноярск — 99.1 FM (заменено на Радио 99.1 FM)
- Ливны — 89.0 FM (заменено на Маруся FM)
- Кропоткин — 87.5 FM (заменено на Ретро FM)
- Магнитогорск — 100.1 FM (заменено на Макс Радио, ныне Юмор FM)
- Махачкала — 101.1 FM (заменено на Радио Ностальжи, ныне Радио Romantika)
- Мегион — 104.3 FM (заменено на Серебряный дождь, ныне Хит FM)
- Менделеевск — 104.2 FM (заменено на Брежнев FM)
- Миасс — 103.2 FM (заменено на Радио Рекорд, ныне Хит FM)
- Москва — 73.40 УКВ (частота закрыта)
- Набережные Челны — 102.8 FM (частота закрыта)
- Находка — 106.7 FM (заменено на Наше радио, сейчас частота закрыта)
- Новокузнецк — 102.6 FM (заменено на Юмор FM, ныне Радио Дача)
- Новосибирск — 99.5 FM (заменено на Юмор FM) и 105.7 FM (заменено на Business FM)
- Новый Оскол — 105.2 FM (заменено на Радио Ваня)
- Новый Уренгой — 88.7 FM (заменено на Европа Плюс)
- Нягань — 99.2 FM (частота закрыта)
- Обнинск — 95.4 FM (заменено на Relax FM)
- Оренбург — 100.8 FM (заменено на Радио Рекорд), ныне Радио ENERGY)
- Прохоровка — 103.8 FM (заменено на Радио Ваня)
- Псков — 106.3 FM (заменено на Авторадио)
- Ракитное — 105.3 FM (заменено на Радио Ваня)
- Родники — 106.7 FM (заменено на Радио для двоих, ныне Иваново FM)
- Ростов-на-Дону — 73.76 УКВ (заменено на 7ТВ, ныне Наше радио), 102.2 FM (заменено на Дорожное Радио), 89,4 FM (заменено на Радио Шансон) и 103.7 FM (заменено на Радио Monte-Carlo)
- Самара — 66.83 УКВ (заменено на Радио XXI Век, сейчас частота закрыта) и 91.0 FM (заменено на Новое радио, ныне Радио Monte-Carlo)
- Саранск — 103.7 FM (заменено на Авторадио)
- Севастополь — 89.1 FM (заменено на Радио Дача)
- Симферополь — 88.0 FM (заменено на Радио Дача) и 91.1 FM (заменено на Радио Дача, ныне Наше радио)
- Соликамск — 95.1 FM (заменено на Наше радио, ныне Маруся FM)
- Сочи — 106.9 FM (заменено на Дорожное радио, ныне Радио Шоколад) и 98.9 FM (заменено на Дорожное радио)
- Старый Оскол — 107.9 FM (заменено на Радио Ваня)
- Строитель — 100.1 FM (заменено на Радио Ваня)
- Спасск-Дальний — 95.7 FM (частота закрыта)
- Сызрань — 97.1 FM (частота закрыта)
- Сыктывкар — 103.8 FM (заменено на Ретро FM)
- Тобольск — 103.7 FM (частота закрыта)
- Тольятти — 106.9 FM (заменено на Радио 106.9 FM)
- Туапсе — 97.4 FM (заменено на Европа Плюс) и 101.4 FM (заменено на Хит FM, ныне Радио России)
- Тула — 102.7 FM (заменено на Радио 102.7 Тула, ныне Юмор FM)
- Тюмень — 101.8 FM (заменено на Европа Плюс)
- Ульяновск — 104.2 FM (заменено на Серебряный дождь, ныне Ульяновск FM)
- Чайковский — 105.5 FM (заменено на Регион FM, ныне Серебряный дождь)
- Челябинск — 98.7 FM (заменено на Кекс FM, ныне Радио Дача)
- Черногорск — 87.8 FM (заменено на Радио МИР, ныне Радио Рекорд)
- Шебекино — 89.0 FM (заменено на Радио Ваня)
- Якшур-Бодья — 90.9 FM (заменено на Европа Плюс, ныне Хит FM)
- Ялта — 106.8 FM (заменено на Радио Вера)
- Ярославль — 101.1 FM (заменено на DFM, ныне Радио ENERGY)

### ДНР
- Донецк — 90,7 FM
- Мариуполь — 93,8 FM

### ЛНР
- Луганск — 90,8 FM

### Запорожская область
- Бердянск — 103.4 FM
- Мелитополь — 97,1 FM

### Херсонская область
- Геническ — 97.1 FM

### Молдавия
- Кишинёв — 105,2 FM

### Спутниковое вещание
С 5 сентября 2011 года ведётся спутниковое вещание на спутнике Eutelsat 36B в радиопакете Триколор ТВ.

### Онлайн
Онлайн-вещание «Радио 7 на Семи Холмах» осуществляется на официальном сайте, а также в официальных мобильных приложениях.

## Награды
Национальная премия «Радиомания»
Диджей Наталья Истарова получила награду в номинации «Ведущий музыкального эфира» на «Радиомании-2012».
Рейтинг
По рейтингу агентства Бренд медиа занимает 15 место в Москве обгоняя Радио России, в общероссийском рейтинге занимает 20 место имея 1,9% аудитории.